# Metaweb Query Language
Le MQL (Metaweb Query Language) est un langage de requête mis au point par la société Metaweb permettant d'interroger sa base de données sémantique open source Freebase.
La syntaxe utilise le format JSON et est analogue à SPARQL (celui-ci utilisant une syntaxe RDF). Les requêtes sont donc écrites de manière très compactes ce qui minimise les temps de transfert, rendant MQL particulièrement adapté aux applications web, en particulier celles utilisant la technologie AJAX.
La syntaxe est très simple à apprendre, en particulier en ce qui concerne les jointures.

## Exemples
La requête suivante permet d'obtenir la liste des albums du groupe Dire Straits
```
 {
   "type":  "/music/artist",
   "name":  "Dire Straits",
   "album": []
 }
```